# Anapest
Anapest (gr. anápaiston – odwrócony; dosł. odbity (daktyl),) w metryce iloczasowej to stopa metryczna składająca się z trzech sylab: dwóch krótkich i jednej długiej.
W wierszach polskich odpowiednikiem anapestu jest sekwencja składająca się z dwóch sylab nieakcentowanych i jednej akcentowanej. W polszczyźnie niemalże nie ma wyrazów będących naturalnymi anapestami (jednym z kilku wyjątków jest arcymistrz), bardzo nieliczne są też zestroje akcentowe o anapestycznym układzie sylab (np. i do dna), więc stopę tę tworzy się dzięki odpowiedniemu łączeniu wyrazów w szyku zdania, jak w pierwszym wersie wiersza Leśmiana Zielona godzina (I):
Rozechwiały się szumne gałęzi wahadła.
Najbardziej typowe wiersze anapestyczne pisali Adam Mickiewicz (Czaty, Trzech budrysów), Bruno Jasieński (But w butonierce) i Julian Tuwim (Zadymka).
Zmarnowałem podeszwy w całodziennych spieszeniach,
Teraz jestem słoneczny, siebiepewny i rad.
Idę młody, genialny, trzymam ręce w kieszeniach,
Stawiam kroki milowe, zamaszyste, jak świat.
(Bruno Jasieński, But w butonierce)

## Literatura
Maria Dłuska, Studia z historii i teorii wersyfikacji polskiej, Warszawa 1978.
Adam Kulawik, Poetyka, Warszawa 1990.
Lucylla Pszczołowska, Wiersz polski. Zarys historyczny, Wrocław 1997.
Wiktor Jarosław Darasz, Mały przewodnik po wierszu polskim, Kraków 2003.